# Emirati Arabi Uniti ai Giochi della XXXI Olimpiade
Gli Emirati Arabi Uniti hanno partecipato ai Giochi della XXXI Olimpiade, che si sono svolti a Rio de Janeiro, Brasile, dal 5 al 21 agosto 2016, con una delegazione di dodici atleti impegnati in sei discipline. Portabandiera alla cerimonia di apertura è stata la diciottenne nuotatrice Nada Al-Bedwawi, alla sua prima Olimpiade.
Alla sua nona partecipazione ai Giochi estivi, la rappresentativa emiratina ha conquistato una medaglia di bronzo grazie al judoka Sergiu Toma.

## Medaglie

### Medagliere per disciplina
| Sport  | Oro | Argento | Bronzo | Totale |
| ------ | --- | ------- | ------ | ------ |
| Judo   | 0   | 0       | 1      | 1      |
| Totale | 0   | 0       | 1      | 1      |

### Medaglie di bronzo
| Medaglia | Nome        | Sport | Evento         |
| -------- | ----------- | ----- | -------------- |
| Bronzo   | Sergiu Toma | Judo  | 81 kg maschile |

## Risultati

### Atletica leggera
Maschile
| Gara   | Atleta       | Batterie | Batterie | Semifinali | Semifinali | Finale | Finale |
| Gara   | Atleta       | Tempo    | Pos.     | Tempo      | Pos.       | Tempo  | Pos.   |
| ------ | ------------ | -------- | -------- | ---------- | ---------- | ------ | ------ |
| 1500 m | Saud Alzaabi | 4'02"35  | 38°      | N.D.       | N.D.       | N.D.   | N.D.   |

Femminile
| Gara    | Atleta              | Batterie    | Batterie | Semifinali | Semifinali | Finale   | Finale |
| Gara    | Atleta              | Tempo       | Pos.     | Tempo      | Pos.       | Tempo    | Pos.   |
| ------- | ------------------- | ----------- | -------- | ---------- | ---------- | -------- | ------ |
| 1500 m  | Betlhem Desalegn    | non Partita | N.D.     | N.D.       | N.D.       | N.D.     | N.D.   |
| 10000 m | Alia Saeed Mohammed | N.D.        | N.D.     | N.D.       | N.D.       | 31'56"74 | 23°    |

### Ciclismo
Maschile
| Gara           | Atleta                   | Tempo        | Classifica |
| -------------- | ------------------------ | ------------ | ---------- |
| Corsa in linea | Yousef Mirza Bani Hammad | Non Arrivato | /          |

### Nuoto
Maschile
| Gara        | Atleta          | Batterie | Batterie | Semifinali | Semifinali | Finale | Finale |
| Gara        | Atleta          | Tempo    | Pos.     | Tempo      | Pos.       | Tempo  | Pos.   |
| ----------- | --------------- | -------- | -------- | ---------- | ---------- | ------ | ------ |
| 100 m dorso | Yaaqoub Alsaadi | 59"58    | 37°      | N.D.       | N.D.       | N.D.   | N.D.   |

Femminile
| Gara              | Atleta          | Batterie | Batterie | Semifinali | Semifinali | Finale | Finale |
| Gara              | Atleta          | Tempo    | Pos.     | Tempo      | Pos.       | Tempo  | Pos.   |
| ----------------- | --------------- | -------- | -------- | ---------- | ---------- | ------ | ------ |
| 50 m stile libero | Nada Al-Bedwawi | 33"42    | 78°      | N.D.       | N.D.       | N.D.   | N.D.   |

### Judo
Maschile
| Gara   | Atleta          | Tabellone principale            | Tabellone principale                | Tabellone principale                | Tabellone principale               | Tabellone principale                      | Tabellone principale | Ripescaggi | Ripescaggi                         | Posizione |
| Gara   | Atleta          | Trentaduesimi                   | Sedicesimi                          | Ottavi                              | Quarti                             | Semifinali                                | Finale               | 1º turno   | Finale                             | Posizione |
| ------ | --------------- | ------------------------------- | ----------------------------------- | ----------------------------------- | ---------------------------------- | ----------------------------------------- | -------------------- | ---------- | ---------------------------------- | --------- |
| 73 kg  | Victor Scvortov |                                 | Zeyad Mater (Egitto) 101-0S2 W      | Shōhei Ōno (Giappone) 0-100 L       | N.D.                               | N.D.                                      | N.D.                 | N.D.       | N.D.                               | N.D.      |
| 81 Kg  | Toma Sergiu     |                                 | Sven Maresch (Germania) 101s2-0s4 W | Victor Penalber (Brasile) 101s1-1 W | Takanori Nagase (Giappone) 1s3-0 W | Khalmurzaev Khasan (Giappone) 0s2-100s2 L |                      |            | Matteo Marconcini (Italia) 100-0 W | 3°        |
| 100 Kg | Ivan Remarenco  | Lyes Bouyakoub (Algeria) 0-10 L | N.D.                                | N.D.                                | N.D.                               | N.D.                                      | N.D.                 | N.D.       | N.D.                               | N.D.      |

### Sollevamento pesi
Femmine
| Evento | Atleta             | Strappo   | Strappo    | Slancio   | Slancio    | Totale | Classifica |
| Evento | Atleta             | Risultato | Classifica | Risultato | Classifica | Totale | Classifica |
| ------ | ------------------ | --------- | ---------- | --------- | ---------- | ------ | ---------- |
| -58 kg | Ayesha Al Balooshi | 72 Kg     | 16°        | 90 Kg     | 16°        | 162    | 16°        |

### Tiro a segno/volo
| Evento      | atleta           | Qualificazione | Qualificazione | Qualificazione 2 | Qualificazione 2 | Finale    | Finale     |
| Evento      | atleta           | punteggio      | classifica     | punteggio        | classifica       | punteggio | classifica |
| ----------- | ---------------- | -------------- | -------------- | ---------------- | ---------------- | --------- | ---------- |
| Double trap | Khaled Alkaabi   | 134            | 9°             | N.D.             | N.D.             | N.D.      | N.D.       |
| Skeet       | Saeed Almaktoum  | 70             | 14°            | 118              | 17°              | N.D.      | N.D.       |
| Skeet       | Saif Al Mansoori | 68             | 24°            | 114              | 29°              | N.D.      | N.D.       |